# 1999 CC5
1999 CC5 är en asteroid i huvudbältet som upptäcktes den 12 februari 1999 av den japanska astronomen Takeshi Urata vid Nihondaira-observatoriet.
Den tillhör asteroidgruppen Eunomia.